# Релятивизм

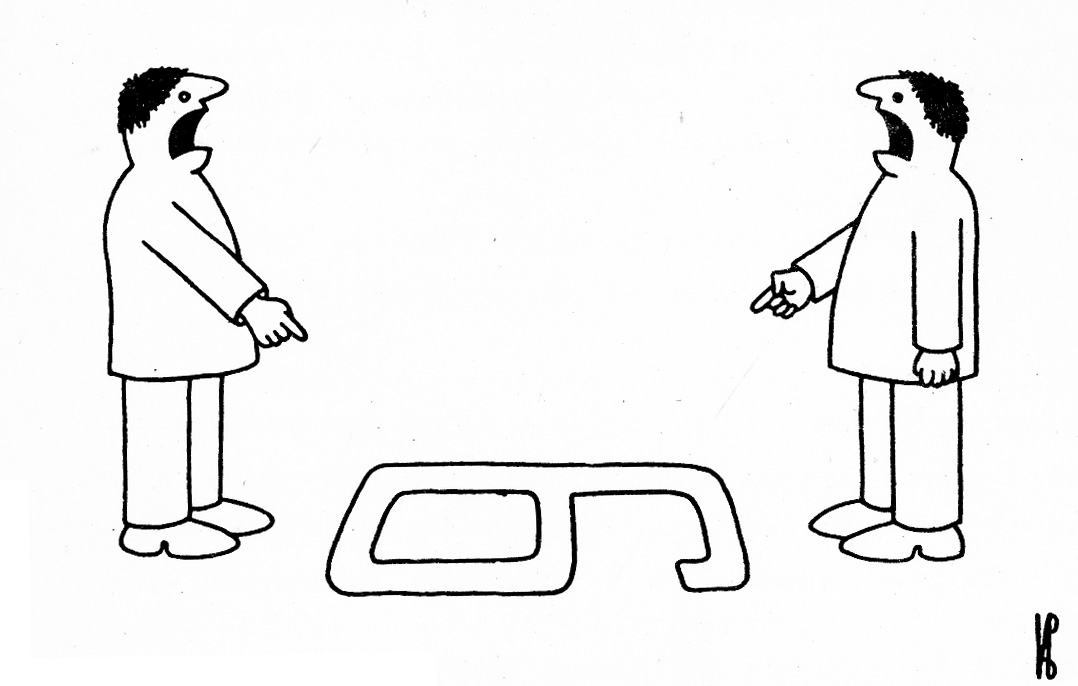
Двое мужчин спорят об истинном значении символа. В зависимости от точки зрения, это может быть девятка, шестёрка, 7,5±1,5, изображение на дороге и т. д.

Релятиви́зм (от лат. relativus «относительный») в философии — методологический принцип, состоящий в абсолютизации относительности и условности содержания познания.
Релятивизм происходит из одностороннего подчёркивания постоянной изменчивости действительности и отрицания относительной устойчивости вещей и явлений. Гносеологические корни релятивизма — отказ от признания преемственности в развитии знания, преувеличение зависимости процесса познания от его условий (например, от биологических потребностей субъекта, его психического состояния или наличных логических форм и теоретических средств). Факт развития познания, в ходе которого преодолевается любой достигнутый уровень знания, релятивисты рассматривают как доказательство его неистинности, субъективности, что приводит к отрицанию объективности познания вообще, к агностицизму.

## История
Релятивизм как методологическая установка восходит к учению древнегреческих софистов: из тезиса Протагора «человек есть мера всех вещей…» следует признание основой познания только текучей чувственности, не отражающей каких-либо объективных и устойчивых явлений.
Элементы релятивизма характерны для античного скептицизма: обнаруживая неполноту и условность знаний, зависимость их от исторических условий процесса познания, скептицизм преувеличивает значение этих моментов, истолковывает их как свидетельство недостоверности всякого знания вообще.
Аргументы релятивизма философы XVI—XVIII веков (Эразм Роттердамский, М. Монтень, П. Бейль) использовали для критики догматов религии и основоположений метафизики. Иную роль релятивизм играет в идеалистическом эмпиризме (Дж. Беркли, Д. Юм; махизм, прагматизм, неопозитивизм). Абсолютизация относительности, условности и субъективности познания, вытекающая из сведения процесса познания к эмпирическому описанию содержания ощущений, служит здесь обоснованием субъективизма.